# Zugló
Sectorul al XIV-lea din Budapesta sau Zugló se află pe partea stângă a Dunării, în Pest. 

## Orașe înfrățite
- Miercurea-Ciuc, România (Oraș înfrățit cu Autoguvernarea Armenilor din Zugló)
- Racoș, România

| Sectoarele Budapestei |
| --- |
| I \| II \| III \| IV \| V \| VI \| VII \| VIII \| IX \| X \| XI \| XII \| XIII \| XIV \| XV \| XVI \| XVII \| XVIII \| XIX \| XX \| XXI \| XXII \| XXIII |

1. ↑  Magyarország helységnévtára, accesat în 13 noiembrie 2023